# Parafia św. Stanisława Biskupa i Męczennika w Nakle nad Notecią
 Parafia św. Stanisława Biskupa i Męczennika w Nakle nad Notecią – parafia rzymskokatolicka należąca do dekanatu Nakło w diecezji bydgoskiej. 
Powołana w lipcu 1925 roku. W 1946 roku parafia otrzymała samodzielnego proboszcza oraz kościół poprotestancki w stylu neogotyckim wybudowany w 1895 r. Wkraczające wojska radzieckie w styczniu 1945 r. zburzyły wieżę kościoła, która w 2016 roku została odbudowana i poświęcona przez bp Jana Tyrawę. 
Parafia liczy 7525 wiernych.

## Proboszczowie
- 1988–2011 : ks. Marian Wróblewicz
- od 2011 : ks. Tadeusz Michalak

## Stowarzyszenia i Ruchy
W parafii działają stowarzyszenia i ruchy: Grupa Modlitewna Czcicieli Najświętszego Serca Pana Jezusa, Żywy Różaniec, Kościół Domowy, KSM, Koło Misyjne, Zespół Charytatywny, Schola Śpiewacza Dziewcząt, Ministranci i Lektorzy